# Dwarakatirumala
Dwarakatirumala es una ciudad censal situada en el distrito de Godavari Oeste en el estado de Andhra Pradesh (India). Su población es de 5543 habitantes (2011). Se encuentra a 93 km de Vijayawada y a 38 km de Eluru.

## Demografía
Según el censo de 2011 la población de Dwarakatirumala era de 5443 habitantes, de los cuales 2492 eran hombres y 3051 eran mujeres. Dwarakatirumala tiene una tasa media de alfabetización del 80,50%, superior a la media estatal del 67,02%: la alfabetización masculina es del 82,52%, y la alfabetización femenina del 78,90%.